# Редко используемые тригонометрические функции
Ре́дко испо́льзуемые тригонометри́ческие фу́нкции — функции угла, которые в настоящее время используются редко по сравнению с шестью основными тригонометрическими функциями (синусом, косинусом, тангенсом, котангенсом, секансом и косекансом). К ним относятся:

Определение тригонометрических функций через окружность. Отрезки CD и DE описывают соответственно версинус и эксеканс.

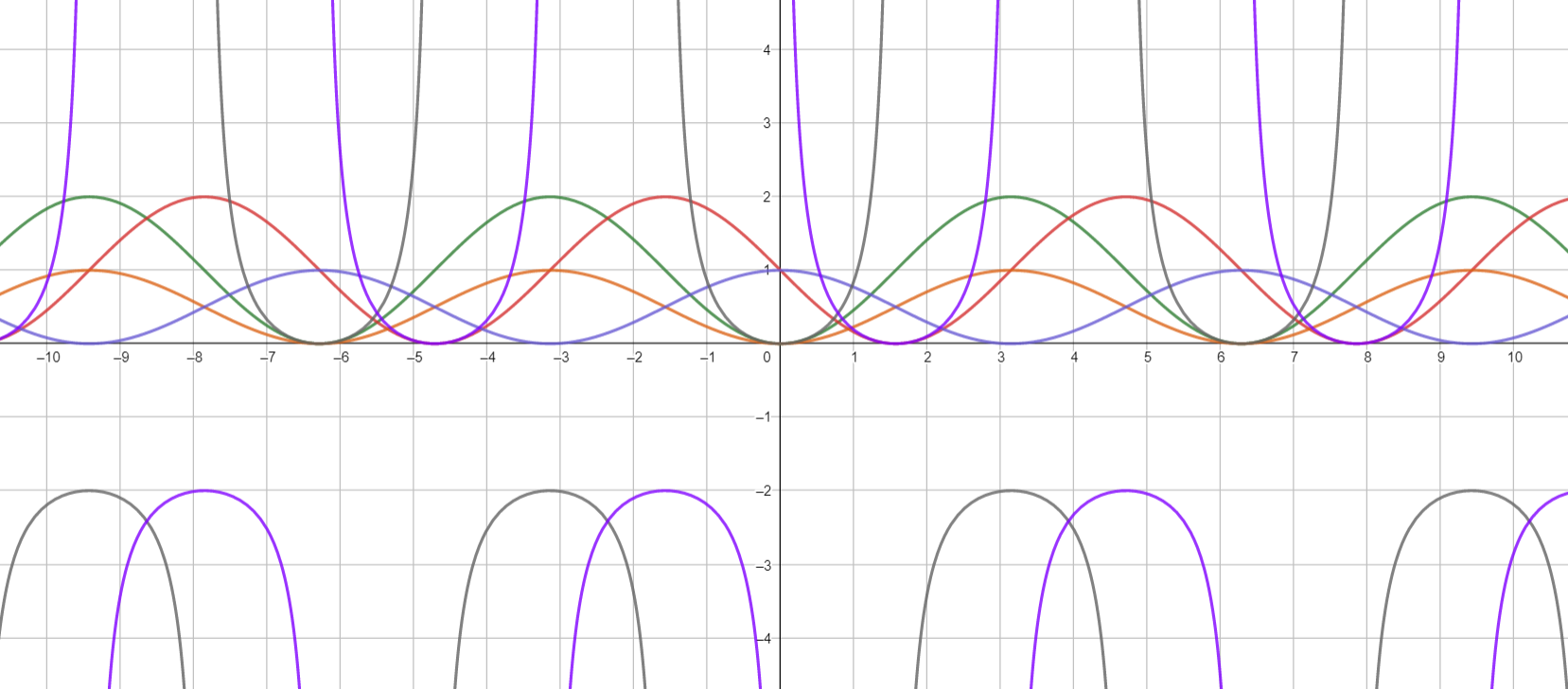
Графики функций versin, vercos, haversin, havercos, exsec, excsc

- Синус-верзус (другие написания: версинус, синус версус, называется также «стрелка дуги»). Определяется как {\displaystyle \operatorname {versin} \,\vartheta =1-\cos \vartheta =2\sin ^{2}{\frac {\vartheta }{2}}.} Представляет собой расстояние от центральной точки дуги, измеряемой удвоенным данным углом, до центральной точки хорды, стягивающей дугу. Иногда используются обозначения {\displaystyle \operatorname {vers} \,\vartheta ,\quad \sin \,\operatorname {vers} \,\vartheta .}
- Косинус-верзус (другие написания: косинус версус или веркосинус). Определяется как {\displaystyle \operatorname {vercos} \,\vartheta =\operatorname {versin} \,\left({\frac {\pi }{2}}-\vartheta \right)=1+\cos \vartheta .} Иногда используется обозначение cos vers.
- Аккорд — одна из редких тригонометрических функций, которая использовалась в ранней тригонометрии. Определяется эта функция как  2 sin(x/2).
- Коверсинус (лат. coversinus, сокращение от англ. coversed sine. Другие написания: синус-коверзус, покрытый синус.) Определяется эта функция как {\displaystyle \operatorname {coversin} \,\vartheta =1-\sin \vartheta }. Для этой функции используются также обозначения {\displaystyle \operatorname {covers} \,\vartheta } или {\displaystyle \operatorname {cvs} \,\vartheta }.
- Коверкосинус (лат. covercosinus, сокращение от англ. coversed cosinе. Другие написания: косинус-коверзус, покрытый косинус.) Определяется функция как {\displaystyle \operatorname {covercos} \,\vartheta =1+\sin \vartheta }. Для данной функции также используeтся обозначениe {\displaystyle \operatorname {cvc} \,\vartheta }.
- Гаковерсинус (лат. hacoversinus,' coкращение от англ. half the coversed sine.) Определяется данная функция как {\displaystyle \operatorname {hacoversin} \,\vartheta ={\frac {\operatorname {coversin} \,\vartheta }{2}}}.
- Гаковеркосинус (лат. hacovercosinus, сокращение от англ. half the coversed cosine.) Определяется как {\displaystyle \operatorname {hacovercos} \,\vartheta ={\frac {\operatorname {covercos} \,\vartheta }{2}}}.
- Гаверсинус (лат. haversinus, сокращение от англ. half the versed sine). Определяется как {\displaystyle \operatorname {haversin} \,\vartheta ={\frac {\operatorname {versin} \,\vartheta }{2}}=\sin ^{2}{\frac {\vartheta }{2}}.} Используется также обозначение {\displaystyle \operatorname {hav} \,\vartheta .}
- Гаверкосинус (лат. havercosinus, сокращение от англ. half the versed cosine). Определяется как {\displaystyle \operatorname {havercos} \,\vartheta ={\frac {\operatorname {vercos} \,\vartheta }{2}}=\cos ^{2}{\frac {\vartheta }{2}}.} Используется также обозначение {\displaystyle \operatorname {hac} \,\vartheta .}
- Эксеканс (лат. exsecant) или экссеканс. Определяется как {\displaystyle \operatorname {exsec} \vartheta =\sec \vartheta -1.}
- Экскосеканс — дополнительная функция к эксекансу: {\displaystyle \operatorname {excsc} \vartheta =\operatorname {exsec} \left({\frac {\pi }{2}}-\vartheta \right)=\operatorname {cosec} \vartheta -1.}

## Использование
Версинус, коверсинус и гаверсинус были удобны для ручных расчётов с использованием логарифмов (использовали логарифмы или логарифмическую линейку), поскольку они всюду неотрицательны, однако в связи с развитием вычислительных средств эта область применения неактуальна. В настоящее время эти функции используются для описания соответствующих сигналов в электронике (например, в функциональных генераторах). Гаверсинус также используется в навигационных расчётах для избежания ошибок округления в вычислительных системах с ограниченной разрядностью. Гаверсинус используется для навигационных расчётов в так называемой формуле гаверсинуса, определяющей угловое расстояние между точками на сфере, для которых заданы широта {\displaystyle \varphi _{1},\varphi _{2}} и долгота {\displaystyle \lambda _{1},lambda_{2}}:
{\displaystyle \operatorname {haversin} \vartheta =\operatorname {haversin} \left(\varphi _{2}-\varphi _{1}\right)+\cos \varphi _{1}\cos \varphi _{2}\operatorname {haversin} \left(\lambda _{2}-\lambda _{1}\right).}
Функция эксеканс использовалась в железнодорожном строительстве, сферической тригонометрии, а также в геодезии вплоть до 1980-х годов. 

## Синус-верзус

### Определение
Синус-верзус (версинус) определён через синус и косинус как
{\displaystyle \operatorname {versin} \vartheta =1-\cos \vartheta =2\sin ^{2}{\frac {\vartheta }{2}}.}
Синус-верзус вместе с косинусом составляет радиус тригонометрической окружности.

### Свойства
Версинус — периодическая функция с периодом {\displaystyle 2\pi }. Версинус определён, непрерывен и бесконечно дифференцируем для всех действительных чисел.
{\displaystyle \operatorname {versin} } можно использовать в плоскости комплексных чисел.

#### Производнаяверсинуса
{\displaystyle {\frac {\mathrm {d} }{\mathrm {d} z}}\operatorname {versin} z=\sin z.}

#### Первообразнаяверсинуса
{\displaystyle \int \operatorname {versin} z\mathrm {d} z=z-\sin z+C.}

## Косинус-верзус

### Определение
Косинус-верзус (веркосинус) определён через версинус и косинус как
{\displaystyle \operatorname {vercos} \vartheta =\operatorname {versin} \left({\frac {\pi }{2}}-\vartheta \right)=1+\cos \vartheta .}

### Свойства
Веркосинус — периодическая функция с периодом {\displaystyle 2\pi }. Веркосинус определён, непрерывен и бесконечно дифференцируем для всех действительных чисел.
{\displaystyle \operatorname {vercos} } можно использовать в плоскости комплексных чисел.

#### Производнаяверкосинуса
{\displaystyle {\frac {\mathrm {d} }{\mathrm {d} z}}\operatorname {vercos} z=-\sin z.}

#### Первообразнаяверкосинуса
{\displaystyle \int \operatorname {vercos} z\mathrm {d} z=z+\sin z+C.}

## Гаверсинус

### Определение
Гаверсинус определён через верзус-синус и синус как
{\displaystyle \operatorname {haversin} \,\vartheta ={\frac {\operatorname {versin} \,\vartheta }{2}}=\sin ^{2}{\frac {\vartheta }{2}}.}

### Свойства
Гаверсинус — периодическая функция с периодом {\displaystyle 2\pi }. Гаверсинус определён, непрерывен и бесконечно дифференцируем для всех действительных чисел.
{\displaystyle \operatorname {haversin} } можно использовать в плоскости комплексных чисел.

#### Производнаягаверсинуса
{\displaystyle {\frac {\mathrm {d} }{\mathrm {d} z}}\operatorname {haversin} z={\frac {\sin z}{2}}.}

#### Первообразнаягаверсинуса
{\displaystyle \int \operatorname {haversin} z\mathrm {d} z=-{\frac {\sin z}{2}}+{\frac {z}{2}}+C.}

## Гаверкосинус

### Определение
Гаверкосинус определён через верзус-косинус и косинус как
{\displaystyle \operatorname {havercos} \vartheta ={\frac {\operatorname {vercos} \vartheta }{2}}=\cos ^{2}{\frac {\vartheta }{2}}.}

### Свойства
Гаверкосинус — периодическая функция с периодом {\displaystyle 2\pi }. Гаверкосинус определён, непрерывен и бесконечно дифференцируем для всех действительных чисел.
{\displaystyle \operatorname {havercos} } можно использовать в плоскости комплексных чисел.

#### Производнаягаверкосинуса
{\displaystyle {\frac {\mathrm {d} }{\mathrm {d} z}}\operatorname {havercos} z=-{\frac {\cos z}{2}}.}

#### Первообразнаягаверкосинуса
{\displaystyle \int \operatorname {havercos} z\mathrm {d} z={\frac {\cos z}{2}}+{\frac {z}{2}}+C.}

## Эксеканс

### Определение
Эксеканс определён через секанс как
{\displaystyle \operatorname {exsec} \vartheta =\sec \vartheta -1.}
Эксеканс связан с версинусом и тангенсом следующим образом:
{\displaystyle \operatorname {exsec} \vartheta ={\frac {\operatorname {versin} \vartheta }{\cos \vartheta }}.}
{\displaystyle \operatorname {exsec} \vartheta =\operatorname {tg} \vartheta \cdot \operatorname {tg} {\frac {\vartheta }{2}}.}

### Свойства
Эксеканс — периодическая функция с периодом {\displaystyle 2\pi }. Эксеканс определён, непрерывен и бесконечно дифференцируем для всех действительных чисел, кроме счётного количества разрывов второго рода в точках {\displaystyle \pm \pi n+{\frac {\pi }{2}}}, где n — целое.
{\displaystyle \operatorname {exsec} } можно использовать в плоскости комплексных чисел.

#### Производнаяэксеканса
{\displaystyle {\frac {\mathrm {d} }{\mathrm {d} z}}\operatorname {exsec} z=\operatorname {tg} z\cdot \operatorname {sec} z.}

#### Первообразнаяэксеканса
{\displaystyle \int \operatorname {exsec} z\mathrm {d} z=\ln \left(\cos {\frac {z}{2}}+\sin {\frac {z}{2}}\right)-\ln \left(\cos {\frac {z}{2}}-\sin {\frac {z}{2}}\right)-z+C.}

## Экскосеканс

### Определение
Экскосеканс определён через эксеканс и косеканс как
{\displaystyle \operatorname {excsc} \vartheta =\operatorname {exsec} \left({\frac {\pi }{2}}-\vartheta \right)=\operatorname {cosec} \vartheta -1.}

### Свойства
Экскосеканс — периодическая функция с периодом {\displaystyle 2\pi }. Экскосеканс определён, непрерывен и бесконечно дифференцируем для всех действительных чисел, кроме счётного количества разрывов второго рода в точках {\displaystyle \pm \pi n}, где n — целое .
{\displaystyle \operatorname {excsc} } можно использовать в плоскости комплексных чисел.

#### Производнаяэкскосеканса
{\displaystyle {\frac {\mathrm {d} }{\mathrm {d} z}}\operatorname {excsc} z=-\operatorname {ctg} z\cdot \sec z.}

#### Первообразнаяэкскосеканса
{\displaystyle \int \operatorname {excsc} z\mathrm {d} z=\ln \left(\operatorname {tg} {\frac {z}{2}}\right)-z+C.}